# Stevan Klisurić
Stevan Klisurić, né le 8 juin 1989, est un coureur cycliste serbe.

## Palmarès et résultats

### Palmarès par année
- 2016
  - Memorijal Svi Tuzlanski
- 2017
  -  Champion de Serbie du critérium
  - 2e du championnat de Serbie du contre-la-montre
- 2019
  - 3e du championnat de Serbie du contre-la-montre
- 2020
  - 2e du championnat de Serbie du critérium
- 2021
  - 2e du championnat de Serbie du contre-la-montre

### Classements mondiaux
| Année           | 2016   | 2017   |
| --------------- | ------ | ------ |
| UCI Europe Tour | 1 777e | 1 134e |